# Жуо, Эдмон
Эдмо́н Жуо́ (фр. Edmond Jouhaud; 2 апреля 1905 — 4 сентября 1995) — французский генерал, один из четырёх генералов участвовавших в Алжирском путче, известном также как «Путч генералов». Родился в Алжире, в городке Бу-Сфер недалеко от Орана в семье потомков эмигрантов из Эльзаса, осевших в Алжире в 1848 году. После провала путча в 1961 году перешёл на нелегальное положение и стал заместителем главы ОАС Рауля Салана. 25 марта 1962 года был арестован и приговорен трибуналом к смертной казни, но был помилован президентом де Голлем. В 1968 году был освобожден по амнистии.